# 蘭加德峰
46°29′18.5″N 9°57′23.3″E / 46.488472°N 9.956472°E

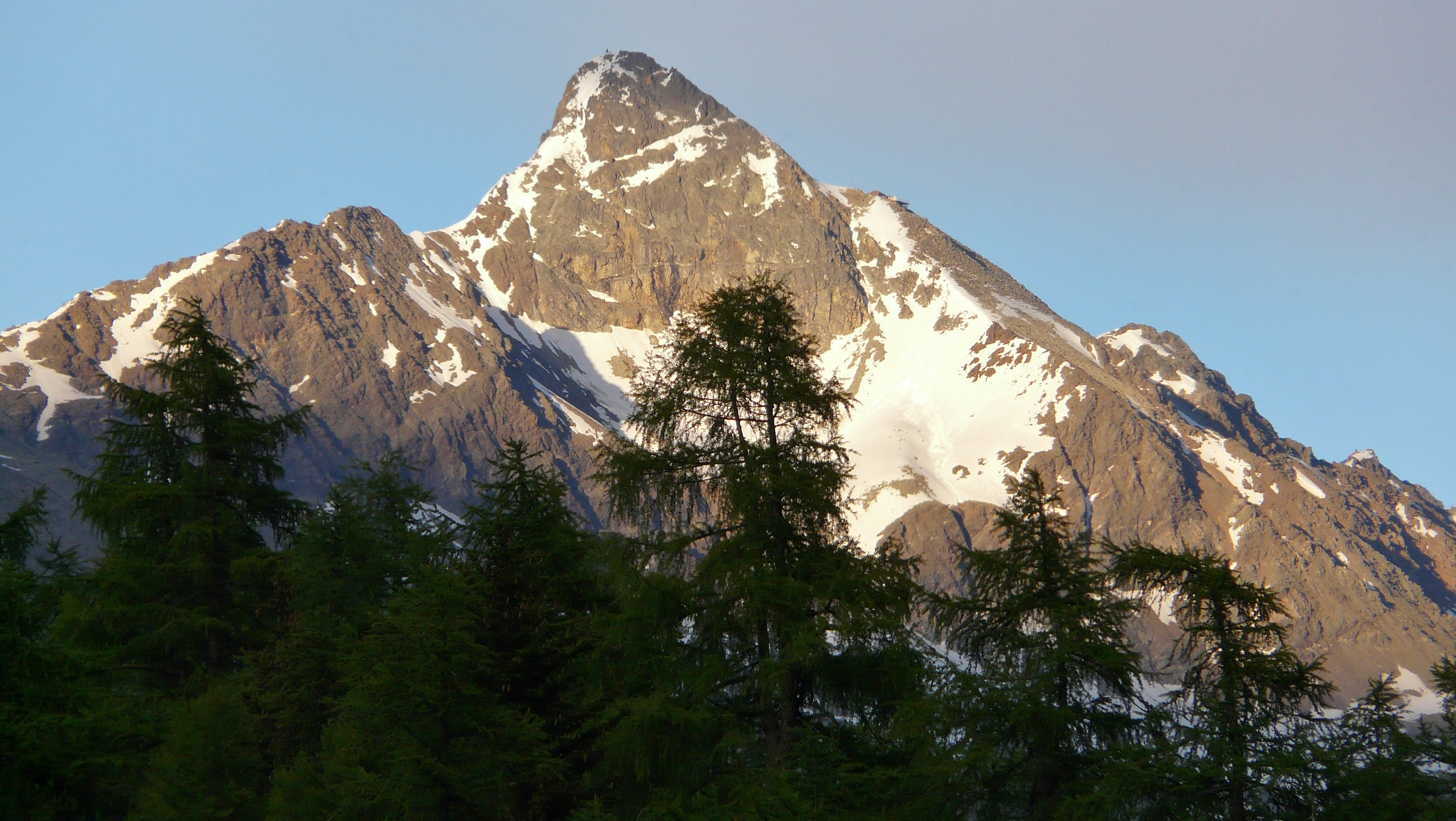

蘭加德峰（Piz Languard），是瑞士的山峰，位於該國東部，由格勞賓登州負責管轄，屬於利維尼奧阿爾卑斯山脈的一部分，處於蓬特雷西納以東，距離博瓦爾峰9公里，海拔高度3,262米。